# East Chelborough
East Chelborough est une paroisse civile et un village du Dorset, en Angleterre.